# Norilsk

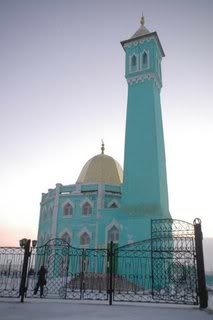
I Norilsk finns världens nordligaste moské.

Norilsk (ryska: Нори́льск, Noríl'sk) är en rysk stängd stad, belägen i Krasnojarsk kraj i norra Sibirien. Det är den största och viktigaste av flera gruvstäder i området, med ett antal gruvor i omedelbar närhet. Norilsk var en av de många städer som byggdes upp av Gulagfångar, samt tusentals frivilliga arbetare som arbetade sida vid sida med fångarna. Staden är den nordligaste av världens städer med över 100 000 invånare. Norilsk anses som en av de mest förorenade städerna i världen.

## Administrativt område
Norilsks administrativa område omfattar tre stadsdistrikt och en mindre ort. 
| Distrikt/Ort   | Invånarantal 9 oktober 2002 | Invånarantal 14 oktober 2010 | Invånarantal 1 januari 2015 |
| -------------- | --------------------------- | ---------------------------- | --------------------------- |
| Tsentralnyj¹   | 134 832                     | 105 720                      | Ingen uppgift               |
| Kajerkan²      | 27 116                      | 22 338                       | Ingen uppgift               |
| Talnach²       | 58 654                      | 47 307                       | Ingen uppgift               |
| Norilsk (tot.) | 220 602                     | 175 365                      | 176 251                     |
| Snezjnogorsk³  | 1 306                       | 887                          | 720                         |
| TOTALT         | 221 908                     | 176 252                      | 176 971                     |

¹ Avser Norilsks centralort.
² Kajerkan och Talnach räknas numera som en del av staden Norilsk och har status som stadsdistrikt. Man bör dock notera att både Kajerkan och Talnach var för sig är bebyggelsemässigt belägna cirka 2 mil från Norilsks centralort.
³ Ort som administreras av Norilsk, men inte ingår i något av stadsdistrikten.

## Galleri
| Blocky, somewhat modern light-colored building |
| Majakovjskijteatern                            |

|            |
| Nurd Kamal |

| Teal mosque with small gold dome        |
| Monument till minne av stadens grundare |

| Soviet-style bas-relief of a ripped shirtless worker |
| Norilsk Golgotha                                     |